# Hell Hath No Fury (Clipse)
Hell Hath No Fury è il secondo album del duo hip hop statunitense Clipse, pubblicato il 28 novembre del 2006 e distribuito da Star Trak, Zomba, Re-Up Gang e Sony BMG. La produzione è affidata ai Neptunes.
Subito dopo l'uscita del loro album d'esordio, Lord Willin', i Clipse iniziano a lavorare al lavoro secondo album, ma sono costretti a fermare i lavori quando diversi artisti che avevano firmato per la Arista Records finiscono nell'etichetta affiliata Jive Records, come parte di una fusione più grande tra Sony Music e BMG. Ciò ha portato la Star Trak a spostarsi nella Interscope Records, firmando un nuovo contratto di distribuzione. A causa degli accordi contrattuali, il duo è costretto a restare nella label Jive Records. Durante questo periodo, tra il 2004 e il 2005, pubblicano due mixtape autoprodotti, che non fanno che alimentare l'attesa per il secondo lavoro ufficiale del gruppo. Al completamento dell'album, l'etichetta chiede al gruppo di inserire suoni maggiormente pop: i Clipse chiedono formalmente di sciogliere il contratto con la Jive, ma questa nega ed è portata in giudizio, dove i Clipse ottengono un accordo il 9 maggio del 2006.

## Ricezione e successo commerciale
| Recensione           | Giudizio |
| -------------------- | -------- |
| AllMusic             | [ 1 ]    |
| The A.V. Club        | B+       |
| Entertainment Weekly | A        |
| The Guardian         | [ 4 ]    |
| Q                    | [ 5 ]    |
| NME                  | [ 5 ]    |
| Spin                 | [ 5 ]    |
| Rolling Stone        | [ 6 ]    |
| Los Angeles Times    | [ 5 ]    |
| Pitchfork            | [ 5 ]    |
| Billboard            | [ 5 ]    |
| Robert Christgau     | A        |

L'album ottiene il plauso universale da parte della critica. Il sito Metacritic gli assegna un punteggio di 89/100 basato su 29 recensioni. Allmusic gli assegna il punteggio perfetto, così come Entertainment Weekly, The Guardian, e Robert Christgau. Pitchfork, Stylus Magazine, RapReviews e The Village Voice votano l'album con nove decimi. Il secondo sforzo dei Clipse riceve recensioni molto positive anche da Billboard, Rolling Stone, New Musical Express e Spin.
Christgau, così come fa Andy Kellman per Allmusic, elogia la produzione dei The Neptunes più che il «rapping cristallino e grintoso» dei Clipse. Kellman aggiunge che «eccetto alcune eccezioni, questi sono i beat più netti e spietati dei Neptunes. Dal punto di vista lirico, il commercio di cocaina è l'argomento principale dell'album ancor maggiormente rispetto all'album d'esordio. Le rime sono cautamente auto-celebrative [...] l'intera cosa è magneticamente cupa.»
Per la rivista Prefix è il miglior album del 2006, Blender lo inserisce al nono posto nella sua lista dei 50 migliori album del 2006 e Pitchfork posiziona la canzone Trill sesta tra le cento migliori tracce del 2006.
L'album è stato il sesto nella storia della rivista XXL a ottenere il voto massimo «XXL». Pitchfork lo inserisce nella sua lista dei migliori album del 2006 al settimo posto e al cinquantaduesimo nella propria lista dei 200 migliori degli anni duemila, in una delle posizioni più alte tra gli album rap. Nel 2010, Rhapsody lo nomina come il miglior album «coke rap» (di rap sulla cocaina) di sempre.
Hell Hath No Fury raggiunge la posizione numero 14 nella Billboard 200, la seconda nella classifica dedicata agli album R&B/Hip-Hop e la seconda in quella dedicata ai prodotti rap, vendendo oltre 80 000 copie nella prima settimana. I due singoli estratti dall'album, Mr. Me Too e Wamp Wamp, hanno entrambi un mediocre successo nelle classifiche in patria.

## Tracce
Testi di Gene Thornton, Terrence Thornton, Pharrell Williams, Stayven Thomas (traccia 4), Rennard East (tracce 5 e 9), Charles Patterson (traccia 9), Amin Porter (traccia 11), Bilal Oliver (traccia 12). Musiche dei Neptunes.
1. We Got It For Cheap (Intro) – 3:41
2. Momma I'm So Sorry – 3:57
3. Mr. Me Too (featuring Pharrell Williams) – 3:41
4. Wamp Wamp (What It Do) (featuring Slim Thug) – 4:00
5. Ride Around Shining (featuring Ab-Liva) – 3:56
6. Dirty Money – 3:46
7. Hello New World – 4:12
8. Keys Open Doors – 3:19
9. Ain't Cha (featuring Re-Up Gang) – 4:41
10. Trill – 4:43
11. Chinese New Year (featuring Roscoe P. Coldchain) – 3:54
12. Nightmares (featuring Bilal & Pharrell Williams) – 4:50

## Classifiche

### Classifiche settimanali
| Classifica (2006)         | Posizione massima |
| ------------------------- | ----------------- |
| Stati Uniti               | 14                |
| US Digital Albums         | 9                 |
| US Tastemaker Albums      | 6                 |
| US Top Rap Albums         | 2                 |
| US Top R&B/Hip-Hop Albums | 2                 |

### Classifiche di fine anno
| Classifica (2007)         | Posizione massima |
| ------------------------- | ----------------- |
| US Top R&B/Hip-Hop Albums | 78                |